# Swoboda (Kaliningrad)
Swoboda (russisch Свобода, deutsch Jänischken, 1938–1945 Jänichen, litauisch Geniškiai) ist ein Ort im Rajon Tschernjachowsk in der russischen Oblast Kaliningrad. Er gehört zur kommunalen Selbstverwaltungseinheit Stadtkreis Tschernjachowsk.

## Geographische Lage
Swoboda am Pregel-Nebenflüsschen Auxinne (vor 1945 Goldfließ, heute russisch: Golubaja) liegt 14 Kilometer südlich des Rajonszentrums Tschernjachowsk (Insterburg) an der russischen Fernstraße A 197 (frühere deutsche Reichsstraße 139) in Richtung Krylowo (Nordenburg) und Polen. Innerorts kreuzt eine Nebenstraße die Nowostrojewo (Trempen) mit Podgornoje (Wiepeningken, 1938–1946 Staatshausen) verbindet. Bis zur Einstellung des Bahnbetriebes im Jahre 2009 war das sechs Kilometer südwestlich gelegene Ugrjumowo (Mattheningken, 1938–1946 Mattenau) die nächste Bahnstation an der Bahnstrecke Schelesnodoroschny–Tschernjachowsk (Gerdauen–Insterburg).

## Geschichte
Das seinerzeit Genischken genannte Dorf, später mit einem Gut ein Kilometer östlich des Ortes verbunden, soll vor 1539 gegründet worden sein. Am 11. März 1874 wurde der Ort Sitz und Namensgeber für einen neu errichteten Amtsbezirk, der bis 1945 zum Kreis Insterburg im Regierungsbezirk Gumbinnen der preußischen Provinz Ostpreußen gehörte. 
Im Jahre 1910 waren in Jänischken 365 Einwohner registriert. Ihre Zahl stieg bis 1933 auf 426. Nachdem am 1. April 1939 die Nachbargemeinde Freimannsdorf (bis 1928: Baginski) eingegliedert worden war, betrug die Einwohnerzahl 466.
In Folge des Zweiten Weltkrieges kam das per 3. Juli 1938 in Jänichen umbenannte Dorf 1945 mit dem nördlichen Ostpreußen zur Sowjetunion. Im Juni 1947 wurde der Ort in Swoboda umbenannt, was „Freiheit“ bedeutet. Gleichzeitig wurde der Ort Sitz eines Dorfsowjets im Rajon Tschernjachowsk. Von 2008 bis 2015 war Swoboda Sitz einer Landgemeinde. Seit 2016 gehört der Ort zum Stadtkreis Tschernjachowsk.

### Amtsbezirk Jänischken (Jänichen) 1874–1945
Der 1874 errichtete Amtsbezirk Jänischken (er wurde 1938 in Amtsbezirk Jänichen umbenannt) bestand ursprünglich aus vier Landgemeinden (LG) und zwei Gutsbezirken (GB), zu denen sich 1930 die Landgemeinde Baginski (1938–1946: Freimannsdorf) gesellte – nach Auflösung des Amtsbezirks Blockinnen (ab 1938: Blocken, heute russisch: Otradnoje):
| Name                | Namensänderung 1938–1946 | Russischer Name | Bemerkungen                                    |
| ------------------- | ------------------------ | --------------- | ---------------------------------------------- |
| Jänischken (LG)     | Jänichen                 | Swoboda         |                                                |
| Kohlischken (LG)    | seit 1928: Hutmühle      | Werschinino     |                                                |
| Matheningken (LG)   | Mattenau                 | Ugrjumowo       |                                                |
| Pabbeln (LG)        | seit 1928: Amwalde       | Senzowo         |                                                |
| Pabbeln (GB)        |                          |                 | 1928 in die Landgemeinde Pabbeln eingegliedert |
| Pabbeln, Forst (GB) |                          |                 |                                                |
| ab 1930:            |                          |                 |                                                |
| Baginski (LG)       | Freimannsdorf            |                 | 1939 nach Jänichen eingegliedert               |

Am 1. Januar 1945 bildeten den Amtsbezirk Jänichen noch vier Gemeinden: Amwalde, Hutmühle, Jänichen und Mattenau.

### Swobodnenski selski Sowet 1947–2008
Der Dorfsowjet Swobodnenski selski Sowet (ru. Свободненский сельский Совет) wurde im Juni 1947 eingerichtet. Nach dem Zerfall der Sowjetunion bestand die Verwaltungseinheit als Dorfbezirk Swobodnenski selski okrug (ru. Свободненский сельский округ). Im Jahr 2008 wurden die verbliebenen Orte des Dorfbezirks in die neu gebildete Landgemeinde Swobodnenskoje selskoje posselenije übernommen, mit Ausnahme von Krasnowka, welches in die städtische Gemeinde Tschernjachowskoje gorodskoje posselenije kam.
| Ortsname                   | Name bis 1947/50                                                                         | Bemerkungen |
| -------------------------- | ---------------------------------------------------------------------------------------- | --- |
| Baikal (Байкал)            | Groß Siegmuntinnen, 1938–1945: „Siegmundsfelde“                                          | Der Ort wurde 1947 umbenannt und vor 1975 verlassen. |
| Belomorskoje (Беломорское) | Wittgirren, 1938–1945: „Wittern“                                                         | Der Ort wurde 1950 umbenannt und vermutlich vor 1988 an den Ort Rodnikowo angeschlossen.                                                                    |
| Borowoje (Боровое)         | (Groß) Plattenischken, 1938–1945: „Rehfeld“                                              | Der Ort wurde 1947 umbenannt und war zunächst in den Dorfsowjet Bereschkowski eingeordnet. Er wurde vermutlich vor 1988 an den Ort Rodnikowo angeschlossen. |
| Jarki (Ярки)               | Janzonsruh                                                                               | Der Ort wurde 1950 umbenannt und vermutlich um 2000 an die Stadt Tschernjachowsk angeschlossen.                                                             |
| Juschny (Южный)            | Santilten, seit 1928: zu Fehlbrücken                                                     | Der Ort wurde 1950 umbenannt und vor 1975 verlassen. |
| Kapustino (Капустино)      | Lenkutschen, 1938–1945: „Schleifenau“                                                    | Der Ort wurde 1950 umbenannt. |
| Klinki (Кликни)            | Kamputschen, 1938–1945: „Kampeneck“                                                      | Der Ort wurde 1947 als "Konzuuen" umbenannt und vor 1975 verlassen.                                                                                         |
| Korsakowo (Корсаково)      | Kosacken                                                                                 | Der Ort wurde 1950 umbenannt und vor 1988 verlassen |
| Krasnowka (Красновка)      | Birkenfeld [Dorf]                                                                        | Der Ort wurde 1950 umbenannt. |
| Listowoje (Листовое)       | Stagutschen, 1938–1945: „Dallwitz (Ostpr.)“                                              | Der Ort wurde 1947 umbenannt und vor 1975 verlassen. |
| Losowoje (Лозовое)         | Eszeratschen/Escheratschen, 1938–1945: „Eschenhang“                                      | Der Ort wurde 1950 umbenannt und 1997 an den Ort Ugrjumowo angeschlossen.                                                                                   |
| Matrossowo (Матросово)     | Ischdagehlen, 1938–1945: „Brennersdorf“                                                  | Der Ort wurde 1947 umbenannt und vor 1975 verlassen. |
| Mosty (Мосты)              | (Adlig) Keppurren, 1938–1945: „Kranichfelde“                                             | Der Ort wurde 1947 und vor 1988 verlassen. |
| Ossinowka (Осиновка)       | Uszballen/Uschballen, 1938–1945: „Dittau“                                                | Der Ort wurde 1947 umbenannt. |
| Otradnoje (Отрадное)       | Blockinnen, 1938–1945: „Blocken“                                                         | Der Ort wurde 1947 umbenannt. |
| Pereleski (Перелески)      | Mühle Keppurren, 1938–1945: „Friedrichsmühle“                                            | Der Ort wurde 1947 umbenannt. |
| Pestschanaja (Песчаная)    | Friedrichshuld                                                                           | Der Ort wurde 1947 umbenannt und vor 1988 verlassen. |
| Prigljadnaja (Приглядная)  | Rudlacken, Ksp. Jodlauken, 1938–1945: „Eichenwalde“                                      | Der Ort wurde 1947 umbenannt und vor 1975 verlassen. |
| Prigorodny (Пригородный)   | Birkenfeld [Gut]                                                                         | Der Ort wurde vor 1975 umbenannt und 1997 an den Ort Krasnowka angeschlossen.                                                                               |
| Prudki (Прудки)            | Berszienen/Berschienen, 1938–1945: „Birklacken“                                          | Der Ort wurde 1947 umbenannt und vor 1975 verlassen. |
| Rachmaninowo (Рахманиново) | bei Triaken, Ksp. Jodlauken, 1938–1945: „Schwerfelde“                                    | Der Ort wurde 1950 umbenannt und vor 1975 verlassen. |
| Rodnikowo (Родниково)      | Groß Wittgirren, seit 1928: Mittenwalde                                                  | Der Ort wurde 1947 umbenannt. |
| Rutschji (Ручьи)           | Freudenberg und Peterkehmen, 1938–1945: „Peterstal“                                      | Der Ort wurde 1950 umbenannt und vor 1975 verlassen. |
| Saizewo (Зайцево)          | Davidehlen, 1938–1945: „Lehmfelde“                                                       | Der Ort wurde 1947 umbenannt und vor 1988 verlassen. |
| Saratowskoje (Саратовское) | Dallwitz [Forsthaus]                                                                     | Der Ort wurde 1950 umbenannt und vor 1975 verlassen. |
| Senzowo (Сенцово)          | Pabbeln, 1938–1945: „Amwalde“                                                            | Der Ort wurde 1947 umbenannt. |
| Sibirskoje (Сибирское)     | Grabowen, 1938–1945: „Roßweiden“                                                         | Der Ort wurde 1950 umbenannt und vor 1988 verlassen. |
| Snamenskoje (Знаменское)   | Triaken, Ksp. Jodlauken, 1938–1945: „Schwerfelde“                                        | Der Ort wurde 1950 umbenannt und vor 1988 verlassen. |
| Starizkoje (Старицкое)     | Laugallen, 1938–1945: „Dobeneck“                                                         | Der Ort wurde 1950 umbenannt und vor 1975 verlassen. |
| Swoboda (Свобода)          | Jänischken, 1938–1945: „Jänichen“                                                        | Verwaltungssitz |
| Telmanowo (Тельманово)     | Didlacken, 1938–1945: „Dittlacken“, und Althof-Didlacken, 1938–1945: „Althof-Dittlacken“ | Der Ort wurde 1947 umbenannt. |
| Ugrjumowo (Угрюмово)       | Matheningken, 1938–1945: „Mattenau“                                                      | Der Ort wurde 1947 umbenannt. |
| Werschinino (Вершинино)    | Kohlischken, seit 1928: Hutmühle                                                         | Der Ort wurde 1950 umbenannt. |
| Wolodarowka (Володаровка)  | Jodlauken, 1938–1945: „Schwalbental“                                                     | Der Ort wurde 1947 umbenannt. |
| Wolodino (Володино)        | Harpenthal                                                                               | Der Ort wurde 1950 umbenannt und 1997 aus dem Ortsregister gestrichen.                                                                                      |

Der im Jahr 1947 umbenannte Ort Penki (Skungirren/Scheunenort), der zunächst ebenfalls in den Swobodnenski selski Sowet eingeordnet worden war, kam dann (vor 1975) aber zum Bereschkowski selski Sowet.
Zeitweise gehörten auch die Bahnstationen von Krasnowka und Ugrjumowo als eigenständige Siedlungen zum Dorfsowjet bzw. Dorfbezirk.

### Swobodnenskoje selskoje posselenije 2008–2015

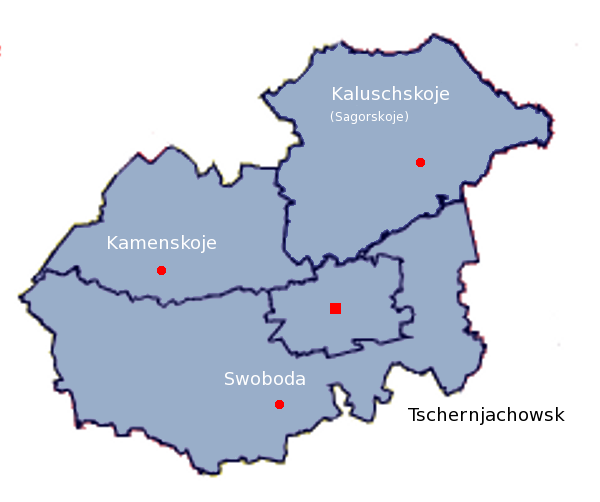
Die Lage der ehemaligen Landgemeinde Swobodnenskoje selskoje posselenije im Südwesten des Rajon Tschernjachowsk

Die Landgemeinde Swobodnenskoje selskoje posselenije (ru. Свободненское сельское поселение) wurde im Jahr 2008 eingerichtet. Sie umfasste 35 jeweils Siedlung (russisch: „possjolok“) genannte Ortschaften, die vorher den Dorfbezirken Bereschkowski selski okrug, Krasnopoljanski selski okrug und Swobodnenski selski okrug angehörten. Die 5.771 Einwohner lebten auf einer Fläche von 312 km² (Stand 2010).
Zur Swobodnenskoje selskoje posselenije gehörten folgende 35 Siedlungen:
| Ortsname                                                                                | deutscher Name                                       |  | Ortsname                   | deutscher Name                                    |
| --------------------------------------------------------------------------------------- | ---------------------------------------------------- |  | -------------------------- | ------------------------------------------------- |
| Bereschkowskoje (Бережковское)                                                          | Groß Bubainen/Waldhausen                             |  | Saowraschnoje (Заовражное) | Schwägerau                                        |
| Bolschewskoje (Большевское)                                                             | Reichenhof                                           |  | Saretschje (Заречье)       | Uszupönen/Moorhof                                 |
| Botschagi (Ботчаги)                                                                     | Schloßberg                                           |  | Sarja (Заря)               | Groß Wersmeningken/Großstangenwald                |
| Dolinino (Долинино)                                                                     | zu Groß Gaudischkehmen/Groß Gauden                   |  | Sarubino (Зарубино)        | Klein Gaudischkehmen/Kleingauden                  |
| Kapustino (Капустино)                                                                   | Lenkutschen/Schleifenau                              |  | Schljusnoje (Шлюзное)      | Woynothen/Kleinnorkitten                          |
| Krasnopoljanskoje (Краснополянское)                                                     | Groß Gaudischkehmen/Groß Gauden                      |  | Selenzowo (Зеленцово)      | Obehlischken/Schulzenhof                          |
| Lesnoje (Лесное)                                                                        | Dwarischken/Eichenberg, und Trakinnen/Tannenschlucht |  | Seljony Bor (Зелёный Бор)  | Karalene/Luisenberg                               |
| Meschduretschje (Междуречье)                                                            | Norkitten                                            |  | Senzowo (Сенцово)          | Pabbeln/Amwalde                                   |
| Meschduretschje (Schelesnodoroschnaja stanzija) (Междуречье (Железнодорожнаяа станция)) | Bahnhof Norkitten                                    |  | Stepnoje (Степное)         | Purwienen/Altweiler                               |
| Ossinowka (Осиновка)                                                                    | Uszballen/Dittau                                     |  | Swoboda (Свобода)          | Jänischken/Jänichen                               |
| Otradnoje (Отрадное)                                                                    | Blockinnen/Blocken                                   |  | Telmanowo (Тельманово)     | Didlacken/Dittlacken                              |
| Pastuchowo (Пастухово)                                                                  | Waldhausen [Försterei]                               |  | Trjochdworka (Трёхдворка)  | Paradeningken/Paradefeld                          |
| Penki (Пеньки)                                                                          | Skungirren/Scheunenort                               |  | Ugrjumowo (Угрюмово)       | Matheningken/Mattenau                             |
| Pereleski (Перелески)                                                                   | Mühle Keppurren/Friedrichsmühle                      |  | Uschakowo (Ушаково)        | Kutkehmen und Stablacken, Ksp. Puschdorf/Pregelau |
| Podgornoje (Подгорное)                                                                  | Wiepeningken/Staatshausen                            |  | Werschinino (Вершинино)    | Kohlischken/Hutmühle                              |
| Priwalowo (Привалово)                                                                   | Mangarben                                            |  | Wessjolowka (Весёловка)    | Judtschen/Kanthausen                              |
| Puschkarjowo (Пушкарёво)                                                                | Puschdorf                                            |  | Wolodarowka (Володаровка)  | Jodlauken/Schwalbental                            |
| Rodnikowo (Родниково)                                                                   | Groß Wittgirren/Mittenwalde                          |  |                            |                                                   |

## Kirche

### Evangelisch
Vor 1945 war Jänischken resp. Jänichen kein Kirchdorf. Die überwiegend evangelische Bevölkerung war in das Kirchspiel der Kirche Didlacken (heute russisch: Telmanowo) eingepfarrt, das zum Kirchenkreis Insterburg (Tschernjachowsk) in der Kirchenprovinz Ostpreußen der Kirche der Altpreußischen Union gehörte. Heute liegt Swoboda im Einzugsbereich der in den 1990er Jahren neu entstandenen evangelisch-lutherischen Gemeinde in Tschernjachowsk, Pfarrsitz der gleichnamigen Kirchenregion, und auch in Krasnojarskoje (Sodehnen), beide zur Propstei Kaliningrad der Evangelisch-lutherischen Kirche Europäisches Russland zugehörig.

### Orthodox
In Swoboda hat die Russisch-orthodoxe Kirche ein neues Gotteshaus errichtet, das den Namen Храм святых Петра и Февронии trägt. Die Gemeinde gehört zur russisch-orthodoxen Diözese Kaliningrad und Baltijsk.